# Freiburg Open
Il Freiburg Open è stato un torneo femminile di tennis che si disputava a Friburgo in Germania su campi in terra rossa.

## Albo d'oro

### Singolare
| Anno | Campionessa       | Finalista    | Punteggio |
| ---- | ----------------- | ------------ | --------- |
| 1983 | Catherine Tanvier | Laura Arraya | 6–4, 7–5  |

### Doppio
| Anno | Campionesse               | Finalista                            | Punteggio |
| ---- | ------------------------- | ------------------------------------ | --------- |
| 1983 | Bettina Bunge / Eva Pfaff | Ivanna Madruga-Osses / Emilse Raponi | 6–1, 6–2  |